# Puchberg im Machland
Puchberg im Machland, auch als Puchberg bei Perg ausgewiesen, war ab 1784 eine Katastralgemeinde und ab 1850 eine Ortsgemeinde, die sich über Teile der später erweiterten Gemeinden Arbing und Baumgartenberg im Bezirk Perg in Oberösterreich erstreckte und Ende 1954 aufgelöst wurde.
Namensgebende Ortschaft und ehemaliger Hauptort war Puchberg. Dieser Ort gehört seit 1955 weder zur Katastralgemeinde Puchberg im Machlande I noch II, sondern zur Katastralgemeinde Arbing.
Die Katastral- und Ortsgemeinde Puchberg im Machland gehörte westlich des Deimingerbaches zum Schulsprengel Arbing und östlich davon zum Schulsprengel Baumgartenberg und fiel in den Zuständigkeitsbereich des Bezirksgerichtes Perg.

## Geographie
Die Katastral- und Ortsgemeinde Puchberg im Machland mit einer Fläche von 968 Hektar (9,68 Quadratkilometer) grenzte im Norden an Münzbach und Innernstein, im Osten an Baumgartenberg und Klam, im Süden an Hofstetten und im Westen an Arbing. Die Gemeinde hatte in den 1880er-Jahren 131 Häuser und 733 Einwohner. Der gleichnamige Hauptort hatte 78 Einwohner.
Ausgewiesene Höhenangaben für Puchberg im Machland sind 345 m ü. A. auf dem Roisenberg 315 m ü. A. beim Schmidhofer, 290 m ü. A. in Kolbing, 245 m ü. A. in Puchberg und 244 m ü. A. in Deiming.
Aus geologischer und geomorphologischer Sicht sowie unter Aspekten der Raumnutzung gehört Puchberg im Machland zu 3 der 41 Raumeinheiten des Bundeslandes Oberösterreich. Kleine Teile des ehemaligen Gemeindegebietes in der Ebene im Süden liegen in der Raumeinheit Machland. Im Norden reicht die Raumeinheit Aist-Naarn-Kuppenland auf das Gebiet von Puchberg im Machland. Der überwiegende Teil der Fläche befindet sich die Raumeinheit Südliche Mühlviertler Randlagen.
Fließgewässer der ehemaligen Orts- und Katastralgemeinde sind die zum Gewässernetz der Naarn gehörenden Bäche Falkenauerbach, Neuhauserbach, Puchbergerbach und Deimingerbach.

## Geschichte
Die 1850 auf dem Gebiet der 1784 geschaffenen Katastralgemeinde entstandene Ortsgemeinde Puchberg im Machland bestand aus den Ortschaften Baumgartenberg West, Deiming, Kolbing, Hehenberg, Hummelberg, Puchberg, Roisenberg und Steindl.
Anfang der 1920er-Jahre hat die Ortsgemeinde Puchberg im Machland wie viele andere Gemeinden Notgeld herausgegeben.
Das Gesetz über die Auflösung der Ortsgemeinde Puchberg im Machland wurde mit Landesgesetzblatt Nr. 4/1955 vom 11. Jänner 1955 veröffentlicht und trat mit 1. Jänner 1955 in Kraft.
In diesem Zusammenhang wurde die Zusammensetzung der Katastralgemeinden neu geordnet, wobei teilweise die entlang des Deimingerbachs verlaufende Grenze des Schulsprengels die Grundlage für die Aufteilung bildete.
Die Ortschaften Hummelberg und Roisenberg sowie einzelne Gehöfte in Mollnegg und Hehenberg wurden der Katastralgemeinde Puchberg im Machlande I, die namensgebende Ortschaft Puchberg wurde der Katastralgemeinde Arbing, die Ortschaften Deiming, Hehenberg und Kolbing der Katastralgemeinde Puchberg im Machlande II und die Ortschaften Baumgartenberg West und Steindl der Katastralgemeinde Baumgartenberg zugeordnet.
Zwischen den Ortschaften Steindl und Kolbing ist der Standort von Schloss Außenstein.

### Einwohnerentwicklung
Für einzelne Ortschaften der Katastral- und Ortsgemeinde sind historische Angaben zur Entwicklung der Einwohneranzahl verfügbar:
| Jahr | Häuser | Einwohner |
| ---- | ------ | --------- |
| 1788 | 11     |           |
| 1869 | 12     | 73        |
| 1951 | 12     | 63        |
| 1961 | 15     | 73        |
| 1971 | 19     | 96        |
| 1981 | 22     | 96        |
| 1991 | 27     | 97        |
| 2001 | 33     | 97        |

| Jahr | Häuser | Einwohner |
| ---- | ------ | --------- |
| 1788 | 20     |           |
| 1869 | 24     | 124       |
| 1951 |        | 113       |
| 1961 | 21     | 104       |
| 1981 | 29     | 121       |
| 1991 | 34     | 125       |
| 2001 | 42     | 145       |

| Jahr | Häuser | Einwohner |
| ---- | ------ | --------- |
| 1788 | 13     |           |
| 1869 | 14     | 80        |
| 1951 | 14     | 79        |
| 1961 | 16     | 72        |
| 1971 | 18     | 89        |
| 1981 | 19     | 100       |
| 1991 | 25     | 107       |
| 2001 | 29     | 110       |

| Jahr | Häuser | Einwohner |
| ---- | ------ | --------- |
| 1788 | 18     |           |
| 1869 | 19     | 84        |
| 1951 | 21     | 94        |
| 1961 | 21     | 108       |
| 1971 | 26     | 125       |
| 1981 | 33     | 126       |
| 1991 | 35     | 143       |
| 2001 | 38     | 118       |

| Jahr | Häuser | Einwohner |
| ---- | ------ | --------- |
| 1788 | 19     |           |
| 1869 | 22     | 150       |
| 1951 | 19     | 101       |
| 1961 | 19     | 102       |
| 1971 | 19     | 91        |
| 1981 | 26     | 97        |
| 1991 | 31     | 119       |
| 2001 | 31     | 117       |

### Bürgermeister von Puchberg
- Strasser Johann (1850–1855)
- Einsiedler Johann (1855–1858)
- Achleitner Mathias (1858–1861)
- Weiß Michael (1861 bis 1870)
- Achleitner Mathias (1870 bis 1882)
- Tremesberger Engelbert (1882–1909)
- Lebrunner Johann (1909 bis 1919)
- Kern Karl (1919 bis 1929)
- Pühringer Sebastian (1929 bis 1935)
- Mayrhofer Franz (1935 bis 1945)
- Denk Johann (1945 bis 1946)
- Ferdinand Baderer (1946 bis 1954)